# Punta Lechaud
La Punta Léchaud (3.128 m s.l.m.) è una montagna delle Alpi della Grande Sassière e del Rutor (Alpi Graie).

## Descrizione
Il monte è collocato lungo la linea di confine tra l'Italia (Valle d'Aosta) e la Francia (Savoia). Si trova a sud del col della Seigne (2.512 m) tra la valdostana val Veny e la savoiarda Valle dei Ghiacciai.

## Ascensione alla vetta
È possibile salire sulla vetta partendo dal fondo del Vallone di La Thuile.